# هيساهيتو إينابا
هيساهيتو إينابا (باليابانية: 稲葉 久人) (26 مايو 1985 في توتشيغي في اليابان – )؛ هو لاعب كرة قدم ياباني سابق كان يلعب كمهاجم.

## وصلات خارجية
- هيساهيتو إينابا على موقع رابطة كرة القدم اليابانية للمحترفين (اليابانية)
- هيساهيتو إينابا على موقع Soccerway.com (الإنجليزية)